# Interferometr

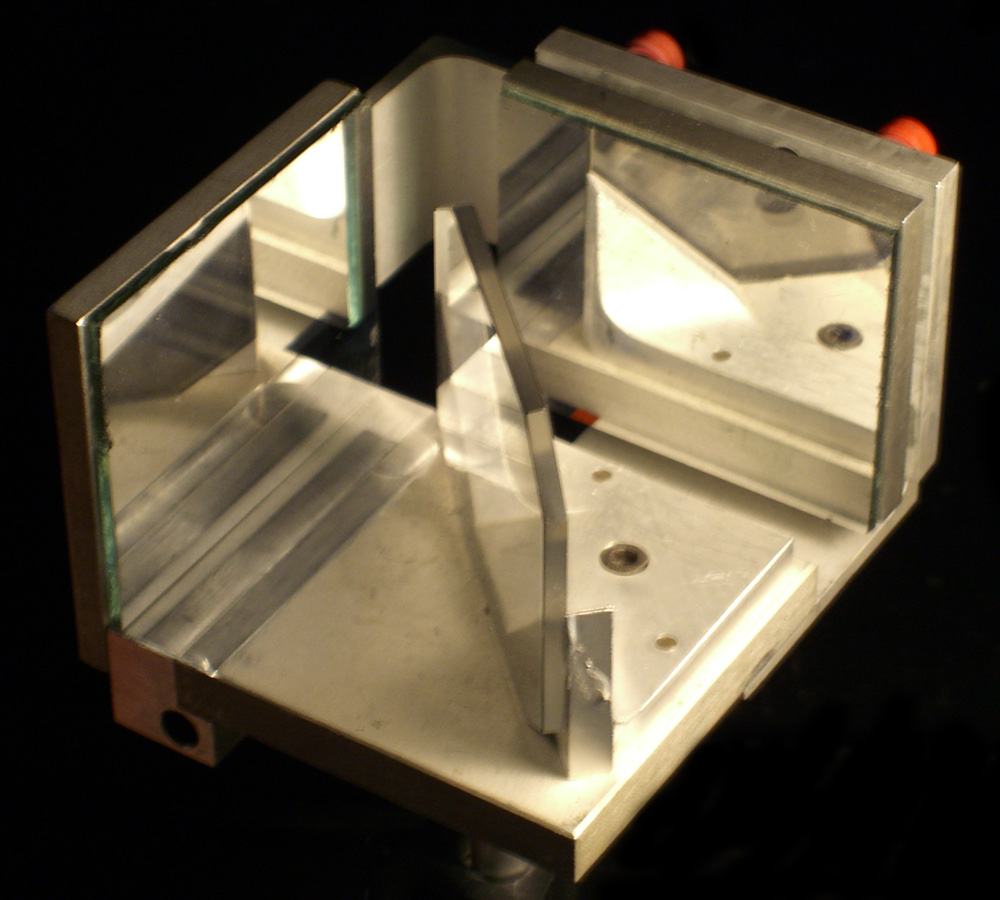
Interferometr Michelsona

Interferometr – przyrząd pomiarowy oparty na zjawisku interferencji fal. Zasada działania opiera się na nakładaniu na siebie dwóch fal spójnych, co prowadzi do powstania obszarów wygaszania oraz wzmacniania drgań. Obserwacja powstających wzorów interferencyjnych umożliwia po odpowiednich obliczeniach uzyskanie bardzo dokładnych pomiarów.
W ten sposób można mierzyć odległość albo określić przestrzenne wymiary badanego obiektu. Interferometry optyczne wykorzystują do badań fale świetlne i mają najszersze zastosowanie. Niekiedy do pomiarów interferometrycznych wykorzystuje się mikrofale lub elektrony, które w skali mikroświata, mogą być traktowane jak fala materii. Wyróżnia się interferometry jednowiązkowe, dwuwiązkowe i wielowiązkowe.

## Interferometr jednowiązkowy
Jest to interferometr, w którym obraz interferencyjny powstaje w wyniku interferencji dwóch prostopadłych składowych promienia świetlnego. Zbudowany na bazie światłowodu planarnego (tzn. w postaci specjalnie przygotowanej płytki szklanej zdolnej prowadzić światło) w którym tylko jedna ze składowych promienia (mod TE lub TM) jest wrażliwa na zmiany współczynnika załamania światła otoczenia światłowodu. W wyniku zmiany współczynnika załamania powstaje pomiędzy składowymi prostopadłymi różnica faz. Użycie polaryzatora na wyjściu takiego układu pozwala na uporządkowanie drgań modów TE i TM w jednej płaszczyźnie. Wówczas możliwa jest interferencja i obserwacja na ekranie. Przykładem interferometru jednowiązkowego jest interferometr różnicowy.

## Interferometr dwuwiązkowy
Jest to interferometr, w którym światło ze źródła jest rozdzielane na płytce półprzepuszczalnej na dwa promienie. Podział mocy światła na płytce półprzepuszczalnej następuje po połowie. Jeden promień stanowi wówczas odniesienie, a drugi niesie ze sobą informacje (sygnał). Poprzez zmianę fazy sygnału, czyli przez zmianę drogi optycznej (np. dzięki zmianie współczynnika załamania światła lub drogi geometrycznej), uzyskuje się zmianę obrazu interferencyjnego w wyniku interferencji z promieniem odniesienia. Przykładami interferometrów dwuwiązkowych są:
- Interferometr Michelsona
- Interferometr Mirau
- Interferometr Fizeau
- Interferometr Macha-Zehndera
- Interferometr Sagnaca
- Interferometr Lloyda
- Zwierciadła Fresnela
- Interferometr Twymana-Greena

## Interferometr wielowiązkowy
W tym przyrządzie obraz interferencyjny powstaje na podstawie wielu przesuniętych w fazie względem siebie promieni. Zmienna różnica faz powstaje np. w wyniku nierównych odstępów od powierzchni odbijających.
Interferometrami wielowiązkowymi są między innymi:
- Interferometr Fabry’ego-Perota oraz
- interferometr Newtona służący do obserwacji pierścieni Newtona.